# Coupe des nations de saut d'obstacles 2016
Navigation
Édition précédente Édition suivante
La Coupe des nations de saut d'obstacles 2016 (en anglais Furüsiyya FEI Nations Cup 2016) est la 14e édition du circuit coupe des nations organisé par la FEI.

## Nations participantes
Pays participants par divisions :
| Europe, Division 1                                                                                                | Europe, Division 2 | Amérique du Nord                           | Amérique du Sud                                        | Afrique                           | Asie                                   | Moyen-Orient                                               |
| --- | --- | ------------------------------------------ | ------------------------------------------------------ | --------------------------------- | -------------------------------------- | ---------------------------------------------------------- |
| - Belgique - France - Royaume-Uni - Allemagne - Irlande - Italie - Pays-Bas - République tchèque - Suisse - Suède | - Autriche - Bulgarie - Danemark - Espagne - Finlande - Grèce - Hongrie - Luxembourg - Norvège - Pologne - Portugal - Roumanie - Russie - Slovaquie - Slovénie - Turquie - Ukraine | - Canada - États-Unis - Mexique - Salvador | - Argentine - Brésil - Colombie - Équateur - Venezuela | - Afrique du Sud - Égypte - Maroc | - Australie - Japon - Nouvelle-Zélande | - Jordanie - Arabie saoudite - Qatar - Émirats arabes unis |

## Calendrier et résultats

### Europe, Division 1
| Date                     | Ville      | Pays        | Type    | Équipe vainqueur                  |
| ------------------------ | ---------- | ----------- | ------- | --------------------------------- |
| 27 avril au 1er mai 2016 | Lummen     | Belgique    | CSIO-5* | Annulé en raison du mauvais temps |
| 12 au 15 mai 2016        | La Baule   | France      | CSIO-5* | Pays-Bas                          |
| 26 au 29 mai 2016        | Rome       | Italie      | CSIO-5* | France                            |
| 2 au 5 juin 2016         | Saint-Gall | Suisse      | CSIO-5* | Irlande                           |
| 22 au 26 juin 2016       | Rotterdam  | Pays-Bas    | CSIO-5* | Pays-Bas                          |
| 7 au 10 juillet 2016     | Falsterbo  | Suède       | CSIO-5* | Suisse                            |
| 20 au 24 juillet 2016    | Dublin     | Irlande     | CSIO-5* | Italie                            |
| 28 au 31 juillet 2016    | Hickstead  | Royaume-Uni | CSIO-5* | Allemagne                         |

### Europe, Division 2
| Date                  | Ville          | Pays     | Type    | Équipe vainqueur |
| --------------------- | -------------- | -------- | ------- | ---------------- |
| 5 au 8 mai 2016       | Linz-Ebelsberg | Autriche | CSIO-3* | Pologne          |
| 12 au 15 mai 2016     | Celje          | Slovénie | CSIO-3* | Ukraine          |
| 18 au 22 mai 2016     | Odense         | Danemark | CSIO-3* | Ukraine          |
| 24 au 29 mai 2016     | Lisbonne       | Portugal | CSIO-3* | Espagne          |
| 9 au 12 juin 2016     | Sopot          | Pologne  | CSIO-3* | Ukraine          |
| 14 au 17 juillet 2016 | Budapest       | Hongrie  | CSIO-3* | Hongrie          |
| 24 au 29 août 2016    | Gijón          | Espagne  | CSIO-5* | Espagne          |

### Amérique du Nord, Amérique centrale et Caraïbes
| Date                     | Ville     | Pays       | Type    | Équipe vainqueur |
| ------------------------ | --------- | ---------- | ------- | ---------------- |
| 16 au 21 février 2016    | Ocala     | États-Unis | CSIO-4* | États-Unis       |
| 28 avril au 1er mai 2016 | Coapexpan | Mexique    | CSIO-4* | Mexique          |
| 1er au 5 juin 2016       | Langley   | Canada     | CSIO-3* | Mexique          |

### Moyen-Orient
| Date                  | Ville  | Pays                | Type    | Équipe vainqueur |
| --------------------- | ------ | ------------------- | ------- | ---------------- |
| 17 au 20 février 2016 | Al-Aïn | Émirats arabes unis | CSIO-5* | Qatar            |

### Finale

#### Résultat
| Date                    | Ville     | Pays    | Type    | Équipe vainqueur |
| ----------------------- | --------- | ------- | ------- | ---------------- |
| 22 au 25 septembre 2016 | Barcelone | Espagne | CSIO-5* | Allemagne        |